# 布布尼夫卡 (奧斯特羅赫區)
50°25′56″N 26°24′13″E / 50.43222°N 26.40361°E
布布尼夫卡（烏克蘭語：Бубнівка），是烏克蘭西北部的村莊，隸屬里夫內州的里夫內區。該村面積0.43平方公里，海拔高度217米，2001年人口135，人口密度每平方公里311.8人。